# Mispila
Mispila – rodzaj chrząszczy z rodziny kózkowatych i podrodziny zgrzypikowych. 

## Zasięg występowania
Przedstawiciele tego rodzaju występują w Indiach, płd. Chinach, Azji Południowo-Wschodniej oraz Papui-Nowej Gwinei.

## Systematyka
Do Mispila należą 3 podrodzaje i 45 gatunków:

- Podrodzaj: Dryusa Pascoe, 1864
  - Mispila coomani
  - Mispila diluta
  - Mispila dotata
  - Mispila flavopunctata
  - Mispila flexuosa
  - Mispila rufula
- Podrodzaj: Mispila Pascoe, 1864
  - Mispila albopunctulata
  - Mispila albosignata
  - Mispila annulicornis
  - Mispila apicalis
  - Mispila assamensis
  - Mispila biarcuata
  - Mispila celebensis
  - Mispila coomani
  - Mispila curvifascia
  - Mispila curvilinea
  - Mispila elongata
  - Mispila impuncticollis
  - Mispila javanica
  - Mispila khamvengae
  - Mispila minor
  - Mispila nicobarica
  - Mispila nigrovittata
  - Mispila notaticeps
  - Mispila obliquevittata
  - Mispila bscura
  - Mispila papuana
  - Mispila papuensis
  - Mispila parallela
  - Mispila philippinica
  - Mispila plagiata
  - Mispila samarensis
  - Mispila sibuyana
  - Mispila signata
  - Mispila siporensis
  - Mispila subtonkinea
  - Mispila taoi
  - Mispila tenuevittata
  - Mispila tholana
  - Mispila tonkinea
  - Mispila tonkinensis
  - Mispila venosa
  - Mispila zonaria
- Podrodzaj: Trichomispila Breuning, 1939
  - Mispila pedongensis
  - Mispila picta